# Вилчелеле (комуна, Бузеу)
Вилчелеле (рум. Vâlcelele) — комуна у повіті Бузеу в Румунії. До складу комуни входить єдине село Вилчелеле.
Комуна розташована на відстані 141 км на північний схід від Бухареста, 46 км на північний схід від Бузеу, 53 км на захід від Галаца, 139 км на схід від Брашова.

## Населення
За даними перепису населення 2002 року у комуні проживали 1849 осіб.
Національний склад населення комуни:
| Національність | Кількість осіб | Відсоток |
| -------------- | -------------- | -------- |
| румуни         | 1784           | 96,5%    |
| цигани         | 65             | 3,5%     |

Рідною мовою назвали:
| Мова      | Кількість осіб | Відсоток |
| --------- | -------------- | -------- |
| румунська | 1796           | 97,1%    |
| циганська | 53             | 2,9%     |

Склад населення комуни за віросповіданням:
| Релігія       | Кількість осіб | Відсоток |
| ------------- | -------------- | -------- |
| православні   | 1761           | 95,2%    |
| адвентисти    | 50             | 2,7%     |
| баптисти      | 15             | 0,8%     |
| не релігійні  | 13             | 0,7%     |
| римо-католики | 9              | 0,5%     |
| реформати     | 1              | 0,1%     |

## Зовнішні посилання
- Дані про комуну Вилчелеле на сайті Ghidul Primăriilor [Архівовано 5 лютого 2012 у Wayback Machine.]